# Miedwiecko
Miedwiecko [mjɛdˈvjɛt͡skɔ] (tiếng Đức: Madüsee) là một khu định cư ở khu hành chính của Gmina Kobylanka, thuộc hạt Stargard, West Pomeranian Voivodeship, ở phía tây bắc Ba Lan.
Trước năm 1945, khu vực này là một phần của Đức. Đối với lịch sử của khu vực, xem Lịch sử của Pomerania.
Khu định cư có dân số 26 người.